# Ernest Failloubaz
Ernest Failloubaz (* 21. Juli 1892 in Avenches; † 14. Mai 1919 in Lausanne) war ein Schweizer Flugpionier. 

## Leben
Failloubaz war der Sohn eines wohlhabenden Weinhändlers und Gemeindepräsidenten von Vallamand. Nach dem frühen Tod seines Vaters zog er mit seiner Mutter und einer Halbschwester nach Avenches, wo seine Mutter zusammen mit ihrer Mutter die elterliche Bäckerei führte. 1902 wurde er Vollwaise und erbte ein grosses Vermögen.
Failloubaz investierte sein gesamtes Vermögen in den Aufbau einer Flugschule und einer Flugzeugfabrik in Avenches. 1919 starb er völlig verarmt im Kantonsspital Lausanne an Tuberkulose.

## Rolle in der Schweizer Luftfahrt
Am 10. Mai 1910 flog Failloubaz als erster mit einer Maschine Schweizer Bauart, die von René Grandjean konstruiert worden war. Aufgrund seines jugendlichen Alters nannte man Failloubaz "le gamin volant (das fliegende Kind). Am 15. Mai unternahm Grandjean selber einen Flugversuch, bei dem die Maschine zerstört wurde. Am 28. September 1910 unternahm Failloubaz einen Flug von Avenches nach Payerne mit einer Blériot. Mit diesem 6-minütigen Flug gelang Failloubaz der erste innerschweizerische Flug von Stadt zu Stadt. Bereits am 2. Oktober folgte ein Flugtag auf dem neu gegründeten Flugplatz in Avenches und ein Flugmeeting vom 8.–10. Oktober in Bern, wo Failloubaz die erste Schweizer Pilotenlizenz erhielt.
Im September 1911 führte die Schweizer Armee die ersten Aufklärungsflüge durch. Beim fünften Einsatz mussten Failloubaz und Beobachter Gustave Lecoultre das angemietete Dufaux-Flugzeug notlanden. Der Versuch, die Vorzüge der Luftaufklärung aufzuzeigen, war damit vorerst gescheitert.
Aus gesundheitlichen Gründen wurde Failloubaz im Ersten Weltkrieg nicht als Militärpilot rekrutiert und eingesetzt.

## Ehrungen

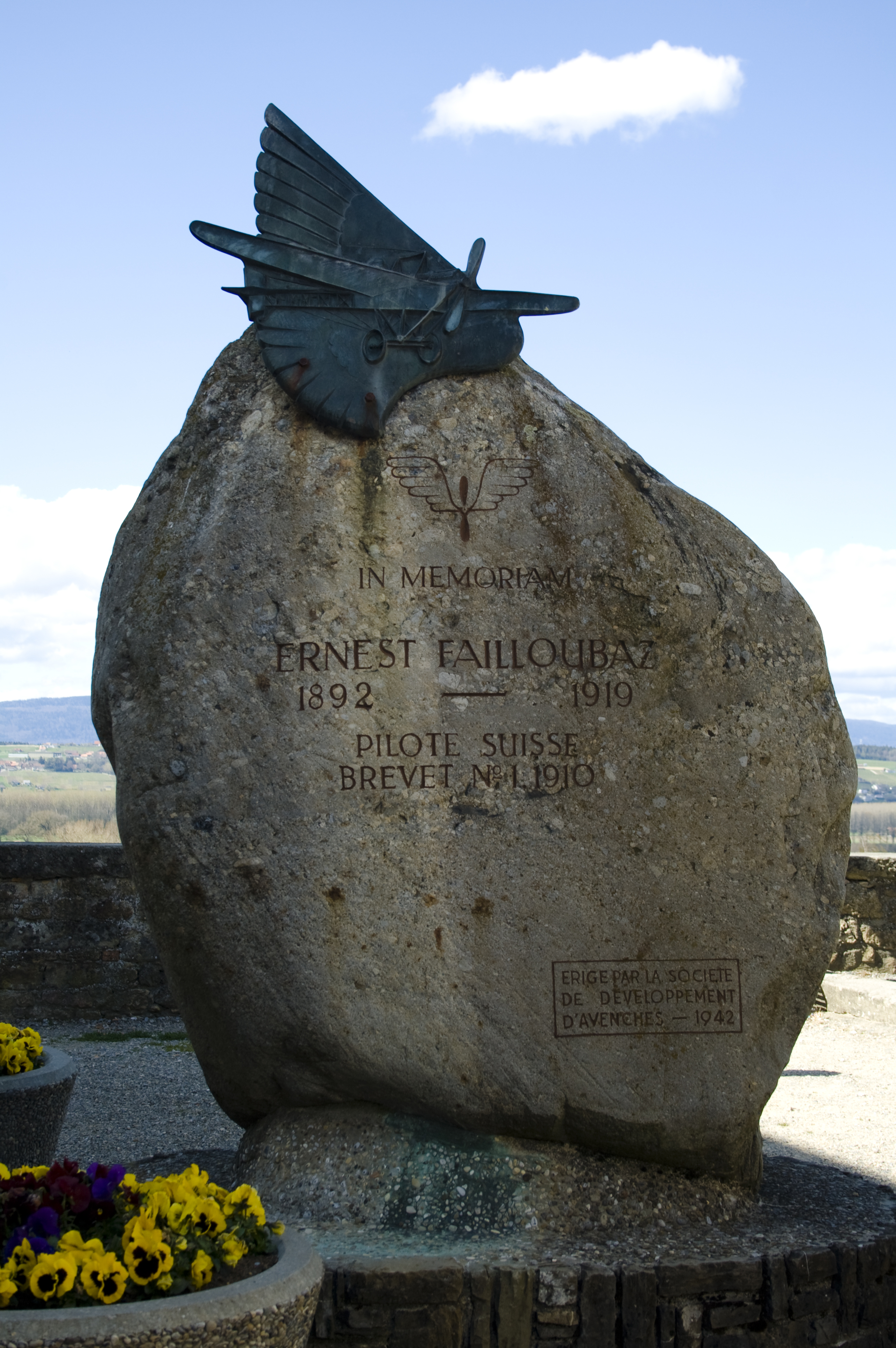
Gedenkstein in der Stadt Avenches von 1942

Seit 1942 steht im Hof des Schlosses von Avenches ein von der Societé de Développement d'Avenches errichtetes Denkmal. 1960 errichtete die Stadt Avenches auf dem Militärflugplatz Payerne ein Denkmal zur Erinnerung an den ersten Flug von Stadt zu Stadt. Am 4. März 2010 gab die Schweizer Post anlässlich des 100-jährigen Jubiläums der Schweizer Luftfahrt die Sondermarke Ernest Failloubaz im Wert von 85 Rappen heraus.